# Петруполи
Петруполи (грч. Πετρούπολη Petroupoli) насеље је у Грчкој и једно од великих предграђа главног града Атине. Петруполи припада округу Западна Атина у оквиру периферије Атика.

## Положај
Петруполи се налази западно од управних граница града Атине. Удаљеност између средишта ова два насеља је свега 10 км. То је такође једно од виших предграђа Атине - налази се на око 140 метара надморске висине.

## Становништво
У последња три пописа кретање становништва Петруполија било је следеће:
| 1981.  | 1991.  | 2001.  | 2011.  |
| ------ | ------ | ------ | ------ |
| 27.902 | 38.278 | 48.327 | 58.979 |